# Claustro de los Jerónimos
El claustro de los Jerónimos es un claustro perteneciente al antiguo monasterio de San Jerónimo el Real. Desaparecido este, hoy día está integrado en uno de los edificios del Museo del Prado.

## Descripción
Se trata de uno de los diversos claustros que se construyeron en el monasterio, fundación religiosa de principios del siglo XVI desaparecida como tal en la actualidad y de la que resta únicamente su iglesia: los Jerónimos. El claustro actual, tal como se conoce por sus elementos pétreos, fue diseñado en 1671 por Fray Lorenzo de San Nicolás y construido en el periodo 1672-1681. Fue declarado monumento arquitectónico-artístico el 15 de julio de 1925, mediante una real orden publicada en la Gaceta de Madrid el 20 de julio de ese mismo mes, con la rúbrica de Francisco Javier García de Leániz Arias de Quiroga, por entonces subsecretario de la Dirección General de Bellas Artes. Tal declaración, sin embargo, no atajó los problemas de conservación que sufría el edificio, que a finales del siglo XX estaba lleno de maleza y amenazaba con desplomarse.
Gracias a un acuerdo entre el arzobispado de Madrid y el Ministerio de Cultura, el claustro fue incorporado en la ampliación del Museo del Prado concebida por Rafael Moneo, para lo cual se desmontaron las arcadas; los bloques pétreos fueron numerados y trasladados a las afueras de la ciudad para ser debidamente saneados antes de su reubicación. En la actualidad el claustro cuenta con el estatus de Bien de Interés Cultural.